# Бикметова, Рашида Шагимуратовна
Рашида Шагимуратовна Бикметова (также Рашида Бик (баш. Бикмәтова Рәшиҙә Шаһиморат ҡыҙы); 21 октября 1952 год, Ташкент, Узбекская ССР) — детский писатель, поэтесса, переводчик.
С 2002 года член Союза писателей Республики Башкортостан и Российской Федерации. Лауреат международного конкурса Национальной литературной премии «Золотое перо России» (2013) и Всероссийского конкурса «Герои Великой победы» (2015).

## Биография
Рашида Шагимуратовна Бикметова (девичья фамилия Махмутова) родилась 21 октября 1952 года в городе Ташкенте, столице Узбекской ССР, ныне Республики Узбекистан. Её родители в 1966 году возвращаются на малую родину — в Башкирскую АССР (ныне Башкортостан). Детство и юность проходит в городе Салават, где в 1970 году окончила школу № 7. В 1974 году вышла замуж и переехала в Уфу. Работала на витаминном заводе, затем на заводе радиоаппаратуры имени Кирова.

## Творческая деятельность
Работая на заводе имени Кирова, Рашида Бикметова занималась в литературном творческом объединении «Истоки». По совету её руководителя, писателя Рима Ахмедова, активно пишет стихи для детей. Выпустила более десяти книг для детей, опубликованных на русском языке. Произведения писателя регулярно публикуются в журнале «Бельские просторы», в газетах «Башкортостан», «Вечерняя Уфа», еженедельнике «Воскресная газета».
В жанре поэм автор создает объемные стихотворные произведения, связанные с важными моментами истории России. В книгу для детей «Александр Невский» (2012) вошли поэмы «Александр Невский», «Отечественная война 1812 года», поэма-сказка «Ильмена» о событиях в Древней Руси.
В 2015 году, к 70-летию Победы, вышла книга «До Берлина». Книга была удостоена специального диплома Германского международного конкурса русскоязычных авторов «Лучшая книга года».
В 2015 году заняла второе место в номинации «Поэзия» Международного конкурса, посвященного 100-летию со дня рождения Константина Симонова и 70-летию Великой Победы..
В 2015 году стала лауреатом VIII общественной премии «Достояние столицы» общественного фонда развития города Уфы в номинации «Уфа — город высших достижений в науке, культуре и спорте».
Награждена дипломом литературного конкурса «Лучшая книга 2014—2016 гг.», проводившегося Московской городской организацией Союза писателей России. К этой награде писательница удостоена за книгу «Любимый край, моя Отчизна» на русском языке, изданную весной 2016 года. Это издание полное собрание сочинений писателя.
В 2017 году Центральная детская библиотечная система города Уфы книги автора «До Берлина!» и «Любимая земля, моя Родина!» выдвинула на соискание Государственной премии Республики Башкортостан в области литературы для детей и юношества имени Хадии Давлетшиной.

### Книги
- Именины — 1994.
- Веселый огород — 1997.
- Лесная ярмарка — 2000.
- Танины игрушки — 2000.
- Приключения тряпичной куклы — 2000.
- Детские хлопоты — 2000.
- Загадки.
- Не пугай меня, коза!
- Непослушные игрушки.
- Не пугай меня, коза!: Стихия. — Уфа: Китап, 2006.
- Мамина улыбка: Стихи, сказки. — Уфа: Китап, 2009. — 120 С.
- Александр Невский: Поэмы. — Уфа: Китап, 2012.
- До Берлина!: Стихи и поэмы. — Уфа: Китап, 2015.
- Любимый край, моя Отчизна! — Москва, 2016.[7]
- В мире детства и радости. — 2019.
- Я каждому дню раскрываю объятия.

### Публикации на Проза.ру
- Радио. 12.12.2010 (Дата обращения: 22 октября 2022)
- Ветераны войны. Публицистика 16.07.2010 (Дата обращения: 22 октября 2022)
- Аниса. Рассказ. 11.07.2010 (Дата обращения: 22 октября 2022)

## О писателе
- Леонидов А. Лунное кружево Рашиды Бик. «Республика Башкортостан» гәзите, 2017, 3 март.
- Әсәҙуллина Ә. Тарих һөйләй әҫәрҙәре. «Башҡортостан» гәзите, 2017, 1 март. (баш.)
- Хакимова Д. Творческий вечер в старинном особняке // Истоки. 2015. № 41.
- Хакимова Д. Благоденствие в действии // Истоки. 2015. № 31.
- Карелин В. Серебро уфимской поэтессы // Истоки. 2013, 30 октября.
- Паль Р. Детская площадка // Бельские просторы. 1999, № 4.
- Латыпов Ф. В гостях у Пегаса // Вечерняя Уфа. 1988. № 66.

## Награды и премии
- Дипломант литературного конкурса «Лучшая книга 2014—2016 гг.», проводившегося Московской городской организацией Союза писателей России.
- Дипломант конкурса «Ее величество книга!» на приз президента Международной Гильдии писателей (Германия) (2016).
- Специальный диплом «За солнечное творчество» международного литературного конкурса «Лучшая книга года» (2016).
- Лауреат VIII общественной премии «Столичное богатство» общественного фонда развития города Уфы (2015).
- 2-е место на международном литературном конкурсе, посвященном 100-летию со дня рождения Константина Симонова (2015).
- Лауреат Национальной литературной премии «Золотое перо России» (2013).